# Wolfram(II)-iodid
Wolfram(II)-iodid ist eine anorganische chemische Verbindung des Wolframs aus der Gruppe der Iodide.

## Gewinnung und Darstellung
Wolfram(II)-iodid kann durch Zersetzung von Wolfram(III)-iodid gewonnen werden.
{\displaystyle \mathrm {6\ WI_{3}\longrightarrow [W_{6}I_{8}]I_{4}+3\ I_{2}} }
Ebenfalls möglich ist die Gewinnung durch Halogenaustauschreaktion aus Wolfram(II)-chlorid
{\displaystyle \mathrm {[W_{6}Cl_{8}]Cl_{4}+12\ I^{-}\longrightarrow [W_{6}I_{8}]I_{4}+12Cl^{-}} }
oder durch Umsetzung von Wolfram(VI)-chlorid mit Iodwasserstoff bei 110 °C und anschließenden Abbau bei 500 °C im Vakuum.
Es entsteht auch reversibel bei der Reaktion von Iod mit Wolfram, was bei Halogenglühlampen zur Lebensdauerverlängerung eingesetzt wird.
{\displaystyle \mathrm {W+I_{2}\rightleftharpoons WI_{2}} }
Auch die Umsetzung von Wolframhexacarbonyl mit Iod liefert Wolfram(II)-iodid.

## Eigenschaften
Wolfram(II)-iodid ist ein ockerfarbener bis schwarzer Feststoff, der an Luft und gegenüber Feuchtigkeit bei Raumtemperatur stabil ist. Er hat eine Kristallstruktur isotyp zu der von Wolfram(II)-chlorid, er kristallisiert orthorhombisch in der Raumgruppe Bbem (Raumgruppen-Nr. 64, Stellung 5) mit den Gitterparametern a = 1258 pm, b = 1259 pm, c = 1584 pm.